# Edinburgh Rugby

Früheres Logo

Edinburgh Rugby ist eine Rugby-Union-Mannschaft aus der schottischen Stadt Edinburgh, die in der internationalen Meisterschaft United Rugby Championship spielt und sich über diese für den European Rugby Champions Cup qualifizieren kann. Die Heimspiele werden im Edinburgh Rugby Stadium ausgetragen.

## Geschichte
Die Rugbygeschichte Edinburghs begann 1872, als erstmals ein Stadtduell zwischen Edinburgh und Glasgow stattfanden. Ein Jahr zuvor trugen England und Schottland gegeneinander das erste Länderspiel weltweit aus.
Mit der Professionalisierung des Sports begann der schottische Verband SRU 1995 neue Teams zu bilden, um im Heineken Cup (heute European Rugby Champions Cup) konkurrenzfähig sein zu können. Dazu zählte auch die Mannschaft aus Edinburgh, die zum damaligen Zeitpunkt Edinburgh Rugby hieß. Aufgrund des Neubaus des Murrayfield Stadiums hatte die SRU finanzielle Probleme und reduzierte die bislang vier vorhandenen Mannschaften auf nur noch zwei. Im Laufe dieser Entwicklung wurde das Team aus Edinburgh mit den Border Reivers zusammengelegt und firmierte danach als Edinburgh Reivers.
2001 gründeten die Verbände aus Irland, Schottland und Wales die Celtic League, zu der auch Edinburgh gehörte. 2002/03 gewann man die Scottish League, die nur in diesem einen Jahr stattfand. Inzwischen fiel der Zusatz Reivers im Namen wieder weg und das Team hieß nun wieder Edinburgh Rugby. In der Saison 2003/04 erreichte man das Finale im Celtic Cup, musste sich dort jedoch Ulster geschlagen geben. Die bislang beste Platzierung in der Celtic League gelang Edinburgh in der Saison 2008/09, als man den zweiten Rang erreichte.

## Erfolge
- Scottish League: Sieger 2002/03
- Celtic Cup: Finale 2003/04
- United Rugby Championship: 2. Rang 2008/09
- European Rugby Champions Cup: Halbfinale 2011/12
- European Rugby Challenge Cup: Finalist 2015

## Spieler

### Aktueller Kader
Der Kader für die Saison 2019/20:

### British and Irish Lions
Die folgenden Spieler wurden für die British and Irish Lions nominiert.
| Tour | Spieler                       |
| ---- | ----------------------------- |
| 2001 | Simon Taylor                  |
| 2005 | Simon Taylor (2. Nominierung) |
| 2009 | Mike Blair                    |
| 2009 | Ross Ford                     |
| 2017 | Allan Dell                    |
| 2021 | Duhan van der Merwe           |